# Mangala-szutta
A Mangala-szutta (magyarul: Az áldás beszéde) a théraváda buddhizmus egyik kanonikus szövege az áldásokról (mangala, további fordításai: 'jó ómen', 'szerencse', 'jó sors'), amely a Khuddaka-nikájában két helyen szerepel: Khuddakapāṭha (Khp 5) és Szutta-nipáta (Sn 2.4 – címe: Mahāmangala Sutta). Ebben a beszédben, a Buddha jellemzi, hogy az áldások azok üdvös személyes megvalósítások, a világi dolgoktól a megvilágosodásig.
Hagyományos módon ez a szutta szerepel a védelmezés könyveiben (paritta). Szintén szerepel a tibeti buddhista kánonban, a Kandzsur (བཀའ་འགྱུར།) részében.

## Tartalma
A beszédet a Buddha mondta a Dzsétavana templomban egy déva kérdésére válaszolva, hogy ezen a világon mi tekinthető igazi áldásnak (mangalāni). Tíz csoportban kerül kifejtésre tizennyolc áldás, amelyek a következő táblázatban szerepelnek:
| 1. cs.  | Nem társulás a balgákkal          | De társulás okosokkal                  | Tisztelni a tisztelendőt               |
| 2. cs.  | Megfelelő helyen élni             | Múltban megtett érdemteli (karma)      | Igaz felé irányulni                    |
| 3. cs.  | Sok igazság és ügyesség           | Jól gyakorolt fegyelmezés (önfegyelem) | A jól elmondott beszédek (tanulás)     |
| 4. cs.  | Anyát, apát támogatni             | Gyermeket, asszonyt ellátni            | Zavartalan tevékenység (foglalkozás)   |
| 5. cs.  | Adás és erényes élet              | A rokonok ellátása                     | Kifogástalan cselekvés                 |
| 6. cs.  | Rosszat elvetni, elhagyni         | Bódító italt megvonni                  | Erényben szorgosnak lenni              |
| 7. cs.  | Megbecsülés és szerénység         | Elégedettség és hála                   | Idejében Tant hallani (rendszeresen)   |
| 8. cs.  | Türelem és közvetlenség           | Remeték megpillantása                  | Idejében Tant tárgyalni (rendszeresen) |
| 9. cs.  | Önuralom, tiszta élet             | Practising the Brahma-faring           | Nemes Igazság látása                   |
| 10. cs. | Mind free of Worldly Vicissitudes | Sorrowlessness                         | A kialvást véghezvinni                 |

## Hagyományos értelmezése
A poszt-kanonikus páli kommentárokban ez a beszéd akkoriban hangzott el, amikor az ősi India területén nagy eszmecserék folytak arról, hogy mi az áldás jelentése. A dévák hallották ezeket a vitákat, végül ők is vitába keveredtek egymással, így a téma eljutott a legfelsőbb Brahma világába is. Ott a dévák azt a tanácsot kapták, hogy látogassanak el a Buddhához és kérdezzék meg őt.
Ez az egyik olyan beszéd a Páli Kánonban, amelyet nem csak emberek, hanem különféle isteni lények is meghallgattak és általuk magas megvalósításokat értek el.

## Használata
Ez a gyakran recitált szutta az egyik legnépszerűbb a Paritta szövegek közül. Könyvbe való leírását nagyon üdvös cselekedetnek tekintik.

## Története
Anuradhapura királya, Dutugamunu szónokolta el a Mangala-szuttát a híres ókori Lohapasada épületében, amely több mint ezer éven át volt Srí Lanka legmagasabb épülete.
A Mangala-szutta beszéde az egyik olyan történés a történelmi Buddha életéből, amelyet ábrázol a Ruwanwelisaya sztúpa ereklyéknek otthont adó csarnoka.

## Külső hivatkozások
- Bhikkhu Ānandajoti (ford.). The Discourse on the Blessings (Khp 5).
- Bhikkhu Brahmali (ford.) (2015). The Greatest Good Fortune (Sn 2.4).
- Thánisszaró Bhikkhu (ford.) (1994). Mangala Sutta: Protection (Khp 5). hozzáférés: "Access to Insight" – 08-15-2008 -http://www.accesstoinsight.org/tipitaka/kn/khp/khp.1-9.than.html#khp-5.
- Life’s Highest Blessings: The Maha-Mangala Sutta: Translation and Commentary by Dr R.L.Soni
- A Day of Practice and Discussion, Inspired by the Maṇgala Sutta, by Sharon Salzberg, Barre Center for Buddhist Studies, Spring 2000
- Mangala Suta Uannana – Ven. K. Gunaratana Thera (docx- file 69kB)